# Азов-Сіті
«Азов-Сіті» — перша федеральна гральна зона в Росії (одна з чотирьох, що створюються в країні відповідно до закону № 244-ФЗ «Про державне регулювання діяльності з організації та проведення азартних ігор і про внесення змін до деяких законодавчих актів РФ»). Розташована на кордоні Краснодарського краю та Ростовської області.
Будівництво зони триває на узбережжі Таганрозької затоки Азовського моря між селом Порт-Катон з Ростовською сторони і хутором Мовчанівка (Шабельської сільради) з Кубанської . Площа зони складе дві тисяч гектарів — по тисячі на територіях Азовського району Ростовської області і Щербинівського району Краснодарського краю.
Найближчим містом до Південноросійський гральної зоні є курорт Єйськ (менше 50 км) з однойменним аеропортом. Крім цього, в радіусі 200 км розташовані такі великі міста, як Ростов-на-Дону, Краснодар, Таганрог, Азов.
Проектується будівництво платної автодороги, аеродрому для малої авіації, морської марини, гілки водопроводу і газопроводу, ЛЕП. Можливий обсяг інвестицій до 2010 року — 80 млрд рублів.
В даний час на території практично відсутні дороги з твердим покриттям, немає залізничного транспорту, до кінця 2010 року планувалося побудувати дороги та лінії електропостачання. Очікуване будівництво призвело до зростання цін на землю в прилеглих районах.
Протягом 2008-2012 років уряд Росії виділить Ростовській області 18 млрд руб. на створення інфраструктури туристично-рекреаційної зони «Приазовська» (до неї увійде «Азов-Сіті»). Фінансування кубанської частині зони буде здійснюватися в рамках федеральної цільової програми «Південь Росії».
Ростовські археологи наполягають на дослідженні зони майбутнього будівництва, на якій розташовані близько 20 курганів, а також, можливо, стародавні поселення.
У грудні 2008 року було заявлено про початок будівництва першого казино.
Федеральний закон від 24 липня 2009 року N 211-ФЗ (Російська газета, N 138, 29.07.2009) «Про державне регулювання діяльності з організації та проведення азартних ігор і про внесення змін до деяких законодавчих актів РФ» був прийнятий Державної Думою 15 липня 2009 року і схвалений Радою Федерації 18 липня 2009
30 січня 2010 року в ігровій зоні було відкрито перше казино — «Оракул».
У жовтні 2010 року Державна Дума Росії прийняла поправки до закону «Про державне регулювання діяльності з організації та проведення азартних ігор і про внесення змін до деяких законодавчих актів Російської Федерації»:
1. у абзаці п'ятому частини 2 слова «і Ростовська область (дана гральна зона включає частину території кожного із зазначених суб'єктів РФ)» виключити;
2. друге речення частини 7 виключити.[5]

В «Азов-Сіті» з 1 жовтня 2010 року запрацював другий гральний заклад — «Шамбала».